# Verdainė
Verdainė (deutsch Werden) ist ein Dorf im Bezirk Klaipėda, Litauen. Es gehört zum Amtsbezirk Šilutė innerhalb der Rajongemeinde Šilutė.

## Geographische Lage
Verdainė liegt einen Kilometer östlich der Stadt Šilutė (Heydekrug) an der litauischen Nationalstraße KK 141, die von Klaipėda nach Kaunas führt. Innerorts endet die von Žemaičių Naumiestis kommende KK 165. Die nächste Bahnstation ist Šilutė an der Bahnstrecke Sowetsk–Klaipėda (Tilsit–Memel), die allerdings nicht in Betrieb ist. Vor 1945 war der damals Werden genannte Ort selbst Bahnstation an der Kleinbahnstrecke Heydekrug–Kolleschen (Šilutė–Kulėšai), die nicht mehr betrieben wird.

## Geschichte

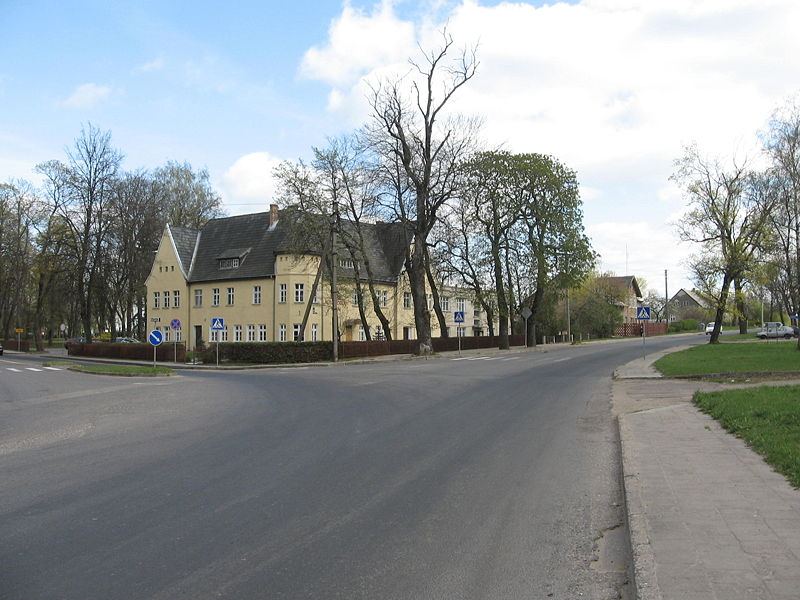
Ortsdurchfahrt Verdainė

Bereits vor 1540 wurde das damals Werdenn (1713: Werdenos, danach: Werden) genannte spätere Kirchdorf gegründet. Im Jahre 1719 wurde es als köllmisches Gut erwähnt, das einem Balthasar Karren gehörte. 1785 wurde es ein königliches Dorf bezeichnet mit einer Mühle.
Am 29. April 1874 wurde der Amtsbezirk Heydekrug errichtet und Werden eingegliedert. Er gehörte zum Kreis Heydekrug im Regierungsbezirk Gumbinnen der preußischen Provinz Ostpreußen. Im Jahre 1897 wurden die Nachbarorte Weszeiten und Neu Hermannlöhlen, später auch Werdenberg, nach Werden eingemeindet. 1910 waren hier insgesamt 272 Einwohner gemeldet.
Zwischen 1920 und 1939 war Verdainė Teil des Memelgebietes, bevor es dann wieder wenige Jahre zu Preußen gehörte. Werden wurde am 1. Mai 1939 in die Stadtgemeinde Heydekrug eingemeindet.
Im Jahre 1945 wurde das wieder selbständige Dorf in die Litauische Sozialistische Sowjetrepublik eingegliedert. Bis 1995 war es Teil des Kreisbezirks Jonaičiai (Jonaten) und bildete von 1968 bis 1973 sogar dessen Zentrum. Zwischen 1995 und 1997 in den Amtsbezirk Jonaičiai eingegliedert, gehört das Dorf mit seinen derzeit 53 Einwohnern seit 1997 zum Amtsbezirk Šilutė in der Rajongemeinde Šilutė im Bezirk Klaipėda.

## Kirche

### Kirchengebäude

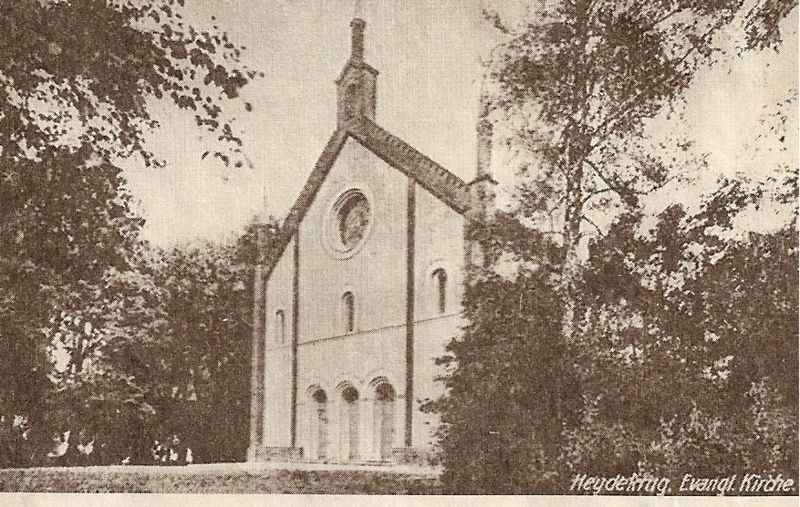
Die Kirche Werden

Evangelisches Gotteshaus in Werden war – nicht als erste Kirche – seit 1847 ein Ziegelbau mit einem kleinen Giebelturm. Sie stand an der Hauptdurchgangsstraße und hat die Kriege überdauert. Nach 1945 verkam sie jedoch durch die zweckentfremdete Nutzung als Fabrik.

### Kirchengemeinde
Die evangelische Kirchengemeinde Werden wurde bereits im Jahre 1621 gegründet. Mit ihren im Jahre 1925 insgesamt 5.700 Gemeindegliedern, die in mehr als 20 Kirchspielorten wohnten, gehörte sie zum Kirchenkreis Heydekrug in der Kirchenprovinz Ostpreußen (zwischen 1920 und 1939 im Landessynodalverband Memelland) der Kirche der Altpreußischen Union.
Heute liegt Verdainė im Einzugsbereich der Evangelisch-lutherischen Kirche Šilutė, einer Gemeinde der Evangelisch-lutherischen Kirche in Litauen.